# Albillos
Albillos é um município da Espanha na província de Burgos, comunidade autónoma de Castela e Leão, de área 12,44 km² com população de 197 habitantes (2004) e densidade populacional de 15,84 hab/km².

## Demografia
| Variação demográfica do município entre 1991 e 2004 | Variação demográfica do município entre 1991 e 2004 | Variação demográfica do município entre 1991 e 2004 | Variação demográfica do município entre 1991 e 2004 |
| --------------------------------------------------- | --------------------------------------------------- | --------------------------------------------------- | --------------------------------------------------- |
| 1991                                                | 1996                                                | 2001                                                | 2004                                                |
| 149                                                 | 162                                                 | 156                                                 | 197                                                 |